# Anna Nałęcz
Anna Nałęcz, wcześniej Anna Goławska (ur. 14 lipca 1981 w Warszawie) – polska urzędniczka państwowa, w latach 2020–2021 podsekretarz stanu w Ministerstwie Zdrowia.

## Życiorys
Absolwentka Wydziału Inżynierii i Kształtowania Środowiska Szkoły Głównej Gospodarstwa Wiejskiego, odbyła studia doktoranckie z zarządzania w Szkole Głównej Handlowej. Kształciła się podyplomowo w zakresie: zarządzania projektami (na SGH), zarządzania zasobami ludzkimi w organizacjach ochrony zdrowia (na Warszawskim Uniwersytecie Medycznym) oraz funduszy strukturalnych Unii Europejskiej (na Uniwersytecie Kardynała Stefana Wyszyńskiego).
Przez wiele lat pracowała w Ministerstwie Zdrowia. Od 2009 była naczelnikiem, a od 2015 do 2018 zastępcą dyrektora Departamentu Funduszy Europejskich i e-Zdrowia, gdzie odpowiadała m.in. za dofinansowanie szpitalnych oddziałów ratunkowych. W grudniu 2018 objęła stanowisko dyrektor generalnej resortu. We wrześniu 2020 została pełnomocniczką ministra zdrowia ds. informatyzacji. We tym samym miesiącu wysunięto jej kandydaturę na stanowisko podsekretarz stanu (w miejsce Janusza Cieszyńskiego). Ostatecznie powołano ją na tę funkcję 19 października 2020, powierzając jej nadzór nad informatyzacją sektora zdrowotnego, w tym Centrum e-Zdrowia. W grudniu 2021 przestała pełnić funkcję w Ministerstwie Zdrowia, jednocześnie obejmując stanowisko dyrektor generalnej Kancelarii Prezesa Rady Ministrów. Pełniła również funkcję przewodniczącej rady nadzorczej Agencji Rozwoju Przemysłu.
13 grudnia 2023 odwołana ze stanowiska.

## Życie prywatne
Córka Józefa i Joanny.